# Drew Goddard
Andrew Brion Hogan Goddard (Houston, 26 de fevereiro de 1975), mais conhecido como Drew Goddard, é um roteirista e produtor de cinema e televisão americano. Depois de escrever o bem sucedido filme cult Cloverfield e vários episódios de séries de TV, como Buffy the Vampire Slayer e Lost, ele fez sua estreia como diretor de cinema com  o elogiado terror The Cabin in the Woods. Em 2015, criou a série Daredevil para a Netflix. Também escreveu a adaptação cinematográfica do livro The Martian de Andy Weir, pelo qual recebeu uma indicação ao Oscar de Melhor Roteiro Adaptado.

## Infância
Goddard nasceu em Houston, Texas e foi criado em Los Alamos, Novo Mexico, o filho de Colleen Mary (Hogan), uma professora, e Dr. Laurence Woodbury Goddard.

## Carreira
Goddard começou sua carreira como roteirista para as séries Buffy the Vampire Slayer e Angel, recebendo um Prêmio Hugo de Melhor Apresentação Dramática.

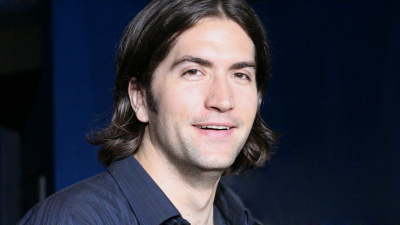
Drew Goddard em 2005

Em 2005, ele entrou para o time da Bad Robot, de J.J. Abrams, onde escreveu para Alias e Lost, ganhando — juntamente a equipe de roteiristas de Lost — o Writers Guild of America (WGA) Award como Melhor Serie Dramática. Em 2006, durante sua terceira temporada, Goddard se tornou co-produtor executivo de Lost.
Goddard escreveu seu primeiro longa-metragem em 2008, Cloverfield, dirigido por Matt Reeves e produzido por J.J. Abrams. A revista Empire nomeou como o quinto melhor filme de 2008, ganhando o Prémio Saturno de Melhor Filme de Ficção Cientifica.
Em 2013, Goddard—além de J. Michael Straczynski, Matthew Michael Carnahan e o showrunenr de Lost, Damon Lindelof—escreveu o roteiro do filme World War Z, dirigido por Marc Forster e estrelado por Brad Pitt.
Em dezembro de 2013, a Marvel anunciou oficialmente que Goddard seria o produtor executivo e showrunner da série de televisão Daredevil produzida pela Marvel Television e transmitida na Netflix em 2015. Goddard, que anteriormente tinha sugerido a Marvel Studios um filme do Demolidor, disse que "a Netflix foi o melhor lugar possível" para explorar o personagem: "Tivemos mais liberdade de fazer algo mais adulto na televisão." A Sony Pictures também anunciou que Goddard iria escrever e dirigir um filme baseado no Sexteto Sinistro, embora o projeto foi eventualmente cancelado. Goddard se retirou das tarefas de showrunner de Demolidor, permanecendo envolvido na série como produtor executivo e consultor. Em fevereiro de 2015, depois de anunciado o acordo entre a Marvel e a Sony para compartilhar os direitos do Homem-Aranha, foi relatado que Goddard estava em negociações com a Marvel e a Sony para dirigir o novo reboot do Homem-Aranha no cinema, mas ele acabou recusando a oferta.
Goddard escreveu a adaptação cinematográfica do primeiro livro do autor Andy Weir, The Martian, inicialmente com o objetivo de também dirigi-la para a 20th Century Fox, mas foi forçado a abandonar a direção devido a conflitos de agenda. Perdido em Marte foi dirigido por Ridley Scott, e Goddard recebeu uma indicação ao Oscar pelo seu roteiro.

## Filmografia

### Cinema
| Ano  | Título                     | Papel      | Papel   | Papel              | Notas |
| Ano  | Título                     | Roteirista | Diretor | Produtor executivo | Notas |
| ---- | -------------------------- | ---------- | ------- | ------------------ | --- |
| 2008 | Cloverfield                | Sim        |         |                    | |
| 2012 | The Cabin in the Woods     | Sim        | Sim     |                    | Co-escrito com Joss Whedon                                                                                           |
| 2013 | World War Z                | Sim        |         |                    | Co-escrito com Damon Lindelof, Mandatthew Michael Carnahan, & J. Michael Straczynski; baseado no livro de Max Brooks |
| 2015 | Perdido em Marte           | Sim        |         | Sim                | Baseado no livro by Andy Weir                                                                                        |
| 2016 | 10 Cloverfield Lane        |            |         | Sim                | |
| 2018 | Deadpool 2                 | Sim        |         |                    | Material adicional; não-creditado                                                                                    |
| 2018 | Bad Times At The El Royale | Sim        | Sim     |                    | |

### Televisão
| Ano           | Título                   | Papel      | Papel   | Papel    | Papel              | Notas                                                                |
| Ano           | Título                   | Roteirista | Diretor | Produtor | Produtor executivo | Notas                                                                |
| ------------- | ------------------------ | ---------- | ------- | -------- | ------------------ | -------------------------------------------------------------------- |
| 2002–2003     | Buffy the Vampire Slayer | Sim        |         |          |                    | Roteirista (5 episódios)                                             |
| 2003–2004     | Angel                    | Sim        |         |          |                    | Roteirista (5 episódios), editor executivo da história               |
| 2005–2006     | Alias                    | Sim        |         | Sim      |                    | Roteirista (5 episódios), co-produtor, produtor                      |
| 2005–2008     | Lost                     | Sim        |         | Sim      |                    | Roteirista (9 episódios), produtor supervisor, co-produtor executivo |
| 2015–presente | Daredevil                | Sim        |         |          | Sim                | Criador; Roteirista (2 episódios)                                    |
| 2016–presente | The Good Place           |            | Sim     |          | Sim                | Diretor (1 episódio: "Chapter 1: Everything Is Fine")                |
| 2017          | Os Defensores            | Sim        |         |          | Sim                | Roteirista (1 episódio)                                              |

## Recepção
Filmes dirigidos
| Filme                  | Rotten Tomatoes    | Orçamento   | Bilheteria    |
| ---------------------- | ------------------ | ----------- | ------------- |
| The Cabin in the Woods | 92% (259 resenhas) | $30 milhões | $66.5 milhões |